# آدرین پلاشیچ
آدرین پلاشیچ (انگلیسی: Adrien Plavsic؛ زادهٔ ۱۳ ژانویهٔ ۱۹۷۰) بازیکن هاکی روی یخ صرب‌تبار اهل کانادا بود.
از باشگاه‌هایی که در آن بازی کرده‌است می‌توان به ونکوور کناکز، آناهایم داکس، و تمپا بی لایتنینگ اشاره کرد.